# Pribeník
Pribeník (Hongaars: Perbenyik) is een Slowaakse gemeente in de regio Košice, en maakt deel uit van het district Trebišov.
Pribeník telt 1.017 inwoners.